# Enicospilus combustus
Enicospilus combustus là một loài tò vò trong họ Ichneumonidae.